# Rząd Zbigniewa Messnera
Rząd Zbigniewa Messnera – gabinet pod kierownictwem premiera Zbigniewa Messnera, powołany 12 listopada 1985 przez Sejm Polskiej Rzeczypospolitej Ludowej IX kadencji. Podał się do dymisji 19 września 1988, jednak obowiązki pełnił do 14 października 1988, tj. powołania rządu Mieczysława Rakowskiego. Jednym z zadań rządu Zbigniewa Messnera było przeprowadzenie II etapu reformy gospodarczej. W chwili powołania w skład rządu weszły 32 osoby, z czego 26 członków Polskiej Zjednoczonej Partii Robotniczej oraz po dwóch przedstawicieli Zjednoczonego Stronnictwa Ludowego, Stronnictwa Demokratycznego i bezpartyjnych. Sejm przed powołaniem rządu dokonał reorganizacji naczelnych organów administracji państwowej.

## Rada Ministrów Zbigniewa Messnera (1985–1988)
| Funkcja                                                          | Imię i nazwisko               | Imię i nazwisko                    | Czas pełnienia funkcji    | Czas pełnienia funkcji    |
| Funkcja                                                          | Imię i nazwisko               | Imię i nazwisko                    | Od                        | Do                        |
| ---------------------------------------------------------------- | ----------------------------- | ---------------------------------- | ------------------------- | ------------------------- |
| Prezes Rady Ministrów                                            |                               | Zbigniew Messner (PZPR)            | 6 listopada 1985(dts)     | 27 września 1988(dts)     |
| Wiceprezes Rady Ministrów                                        | Zbigniew Gertych (PZPR)       | 12 listopada 1985(dts)             | 16 kwietnia 1987(dts)     |                           |
| Wiceprezes Rady Ministrów                                        | Manfred Gorywoda (PZPR)       | 12 listopada 1985(dts)             | 24 października 1987(dts) |                           |
| Przewodniczący Komisji Planowania przy Radzie Ministrów          | Manfred Gorywoda (PZPR)       | 12 listopada 1985(dts)             | 24 października 1987(dts) |                           |
| Wiceprezes Rady Ministrów                                        | Władysław Gwiazda (PZPR)      | 12 listopada 1985(dts)             | 24 października 1987(dts) |                           |
| Minister współpracy gospodarczej z zagranicą                     | Władysław Gwiazda (PZPR)      | 24 października 1987(dts)          | 14 października 1988(dts) |                           |
| Wiceprezes Rady Ministrów                                        |                               | Józef Kozioł (ZSL)                 | 12 listopada 1985(dts)    | 14 października 1988(dts) |
| Wiceprezes Rady Ministrów                                        |                               | Zbigniew Szałajda (PZPR)           | 12 listopada 1985(dts)    | 14 października 1988(dts) |
| Minister zdrowia i opieki społecznej                             |                               | Mirosław Cybulko (ZSL)             | 12 listopada 1985(dts)    | 24 października 1987(dts) |
| Minister sprawiedliwości                                         |                               | Lech Domeracki (PZPR)              | 12 listopada 1985(dts)    | 14 października 1988(dts) |
| Minister pracy, płac i spraw socjalnych                          | Stanisław Gębala (PZPR)       | 12 listopada 1985(dts)             | 16 kwietnia 1987(dts)     |                           |
| Minister przemysłu chemicznego i lekkiego                        | Edward Grzywa (PZPR)          | 12 listopada 1985(dts)             | 24 października 1987(dts) |                           |
| Minister-szef Urzędu Rady Ministrów                              | Michał Janiszewski (PZPR)     | 12 listopada 1985(dts)             | 14 października 1988(dts) |                           |
| Minister ochrony środowiska i zasobów naturalnych                |                               | Stefan Jarzębski                   | 12 listopada 1985(dts)    | 24 października 1987(dts) |
| Minister handlu wewnętrznego i usług                             |                               | Jerzy Jóźwiak (SD)                 | 12 listopada 1985(dts)    | 24 października 1987(dts) |
| Minister rynku wewnętrznego                                      | 24 października 1987(dts)     | Jerzy Jóźwiak (SD)                 | 14 października 1988(dts) |                           |
| Minister komunikacji                                             |                               | Janusz Kamiński (PZPR)             | 12 listopada 1985(dts)    | 24 października 1987(dts) |
| Minister transportu, żeglugi i łączności                         | 24 października 1987(dts)     | Janusz Kamiński (PZPR)             | 14 października 1988(dts) |                           |
| Minister spraw wewnętrznych                                      | Czesław Kiszczak (PZPR)       | 12 listopada 1985(dts)             | 14 października 1988(dts) |                           |
| Minister-członek Rady Ministrów                                  | Aleksander Kwaśniewski (PZPR) | 12 listopada 1985(dts)             | 24 października 1987(dts) |                           |
| Minister-kierownik Urzędu do Spraw Wyznań                        | Adam Łopatka (PZPR)           | 12 listopada 1985(dts)             | 7 maja 1987(dts)          |                           |
| Minister hutnictwa i przemysłu maszynowego                       | Janusz Maciejewicz (PZPR)     | 12 listopada 1985(dts)             | 24 października 1987(dts) |                           |
| Minister łączności                                               |                               | Władysław Majewski (SD)            | 12 listopada 1985(dts)    | 24 października 1987(dts) |
| Minister oświaty i wychowania                                    |                               | Joanna Michałowska-Gumowska (PZPR) | 12 listopada 1985(dts)    | 24 października 1987(dts) |
| Minister nauki i szkolnictwa wyższego                            | Benon Miśkiewicz (PZPR)       | 12 listopada 1985(dts)             | 24 października 1987(dts) |                           |
| Minister finansów                                                | Stanisław Nieckarz (PZPR)     | 12 listopada 1985(dts)             | 17 lipca 1986(dts)        |                           |
| Minister budownictwa, gospodarki przestrzennej i komunalnej      | Józef Niewiadomski (PZPR)     | 12 listopada 1985(dts)             | 17 lipca 1986(dts)        |                           |
| Minister-kierownik Urzędu Gospodarki Morskiej                    | Adam Nowotnik (PZPR)          | 12 listopada 1985(dts)             | 24 października 1987(dts) |                           |
| Minister spraw zagranicznych                                     | Marian Orzechowski (PZPR)     | 12 listopada 1985(dts)             | 17 czerwca 1988(dts)      |                           |
| Minister górnictwa i energetyki                                  | Czesław Piotrowski (PZPR)     | 12 listopada 1985(dts)             | 29 września 1986(dts)     |                           |
| Minister obrony narodowej                                        | Florian Siwicki (PZPR)        | 12 listopada 1985(dts)             | 14 października 1988(dts) |                           |
| Minister-kierownik Urzędu Postępu Naukowo-Technicznego i Wdrożeń | Konrad Tott (PZPR)            | 12 listopada 1985(dts)             | 14 października 1988(dts) |                           |
| Minister gospodarki materiałowej i paliwowej                     | Jerzy Woźniak (PZPR)          | 12 listopada 1985(dts)             | 24 października 1987(dts) |                           |
| Minister handlu zagranicznego                                    | Andrzej Wójcik (PZPR)         | 12 listopada 1985(dts)             | 24 października 1987(dts) |                           |
| Minister rolnictwa, leśnictwa i gospodarki żywnościowej          | Stanisław Zięba (PZPR)        | 12 listopada 1985(dts)             | 14 października 1988(dts) |                           |
| Minister kultury i sztuki                                        |                               | Kazimierz Żygulski                 | 12 listopada 1985(dts)    | 29 września 1986(dts)     |
| Minister budownictwa, gospodarki przestrzennej i komunalnej      |                               | Jerzy Bajszczak (PZPR)             | 17 lipca 1986(dts)        | 24 października 1987(dts) |
| Minister finansów                                                | Bazyli Samojlik (PZPR)        | 17 lipca 1986(dts)                 | 14 października 1988(dts) |                           |
| Minister kultury i sztuki                                        |                               | Aleksander Krawczuk                | 29 września 1986(dts)     | 14 października 1988(dts) |
| Minister górnictwa i energetyki                                  |                               | Jan Szlachta (PZPR)                | 29 września 1986(dts)     | 24 października 1987(dts) |
| Wiceprezes Rady Ministrów                                        |                               | Zdzisław Sadowski                  | 16 kwietnia 1987(dts)     | 14 października 1988(dts) |
| Przewodniczący Komisji Planowania przy Radzie Ministrów          | 24 października 1987(dts)     | Zdzisław Sadowski                  | 14 października 1988(dts) |                           |
| Minister pracy, płac i spraw socjalnych                          |                               | Janusz Pawłowski (PZPR)            | 16 kwietnia 1987(dts)     | 24 października 1987(dts) |
| Minister pracy i polityki socjalnej                              | 24 października 1987(dts)     | Janusz Pawłowski (PZPR)            | 11 lutego 1988(dts)       |                           |
| Minister-kierownik Urzędu do Spraw Wyznań                        | Władysław Loranc (PZPR)       | 7 maja 1987(dts)                   | 14 października 1988(dts) |                           |
| Minister edukacji narodowej                                      | Henryk Bednarski (PZPR)       | 24 października 1987(dts)          | 14 października 1988(dts) |                           |
| Minister przemysłu                                               | Jerzy Bilip (PZPR)            | 24 października 1987(dts)          | 14 października 1988(dts) |                           |
| Minister gospodarki przestrzennej i budownictwa                  | Bogumił Ferensztajn (PZPR)    | 24 października 1987(dts)          | 14 października 1988(dts) |                           |
| Minister zdrowia i opieki społecznej                             |                               | Janusz Komender                    | 24 października 1987(dts) | 14 października 1988(dts) |
| Minister ochrony środowiska i zasobów naturalnych                |                               | Waldemar Michna (ZSL)              | 24 października 1987(dts) | 14 października 1988(dts) |
| Minister pracy i polityki socjalnej                              |                               | Ireneusz Sekuła (PZPR)             | 11 lutego 1988(dts)       | 14 października 1988(dts) |
| Minister spraw zagranicznych                                     | Tadeusz Olechowski (PZPR)     | 17 czerwca 1988(dts)               | 14 października 1988(dts) |                           |

## W dniu zaprzysiężenia 12 listopada 1985
- Zbigniew Messner (PZPR) – prezes Rady Ministrów
- Zbigniew Gertych (PZPR) – wiceprezes Rady Ministrów
- Manfred Gorywoda (PZPR) – wiceprezes Rady Ministrów, przewodniczący Komisji Planowania przy Radzie Ministrów
- Władysław Gwiazda (PZPR) – wiceprezes Rady Ministrów
- Józef Kozioł (ZSL) – wiceprezes Rady Ministrów
- Zbigniew Szałajda (PZPR) – wiceprezes Rady Ministrów
- Mirosław Cybulko (ZSL) – minister zdrowia i opieki społecznej
- Lech Domeracki (PZPR) – minister sprawiedliwości
- Stanisław Gębala (PZPR) – minister pracy, płac i polityki socjalnej
- Edward Grzywa (PZPR) – minister przemysłu chemicznego i lekkiego
- Michał Janiszewski (PZPR) – minister-szef Urzędu Rady Ministrów
- Stefan Jarzębski (bezpartyjny) – minister ochrony środowiska i zasobów naturalnych
- Jerzy Jóźwiak (SD) – minister handlu wewnętrznego i usług
- Janusz Kamiński (PZPR) – minister komunikacji
- Czesław Kiszczak (PZPR) – minister spraw wewnętrznych
- Aleksander Kwaśniewski (PZPR) – minister-członek Rady Ministrów
- Adam Łopatka (PZPR) – minister-kierownik Urzędu do Spraw Wyznań
- Janusz Maciejewicz (PZPR) – minister hutnictwa i przemysłu maszynowego
- Władysław Majewski (SD) – minister łączności
- Joanna Michałowska-Gumowska (PZPR) – minister oświaty i wychowania
- Benon Miśkiewicz (PZPR) – minister nauki i szkolnictwa wyższego
- Stanisław Nieckarz (PZPR) – minister finansów
- Józef Niewiadomski (PZPR) – minister budownictwa, gospodarki przestrzennej i komunalnej
- Adam Nowotnik (PZPR) – minister-kierownik Urzędu Gospodarki Morskiej
- Marian Orzechowski (PZPR) – minister spraw zagranicznych
- Czesław Piotrowski (PZPR) – minister górnictwa i energetyki
- Florian Siwicki (PZPR) – minister obrony narodowej
- Konrad Tott (PZPR) – minister-kierownik Urzędu Postępu Naukowo-Technicznego i Wdrożeń
- Jerzy Woźniak (PZPR) – minister gospodarki materiałowej i paliwowej
- Andrzej Wójcik (PZPR) – minister handlu zagranicznego
- Stanisław Zięba (PZPR) – minister rolnictwa, leśnictwa i gospodarki żywnościowej
- Kazimierz Żygulski (bezpartyjny) – minister kultury i sztuki